# Кирсан Илюмжинов
Кирса́н Николаевич Илюмжинов е съветски, руски и калмикски политик и международен спортен деятел.
Той е първият президент (1993 – 2005) и първият глава (2005 – 2010) на Република Калмикия. Бил е член на Съвета на федерацията на Федералното събрание на Русия (1996 – 2000) и на Върховния съвет на СССР (1991 – 1992), народен депутат на РСФСР (1990 – 1993). Членувал е КПСС, член е на управляващата партия „Единна Русия“ от 2004 г. Бивш президент на Световната шахматна федерация (ФИДЕ) (1995 – 2018). Почетен член е на Руската художествена академия.

## Ранни години
Син е на калмики, партиен работник и ветеринарна лекарка. Още в юношеска възраст постига забележителни успехи в шахмата – 14-годишен става шампион на Калмикия, оглавява отбора на републиката на 15 години.
След завършване на средно образование със златен медал работи като шлосер-монтьор в завод „Звезда“ (1979-1980). Служи в Съветската армия в Севернокавказкия военен окръг, където играе в шахматния отбор на окръга, и се уволнява с военно звание старши сержант. Завършва международни отношения с японски език в Московския държавен институт по международни отношения (1982-1989). Владее също китайски, японски, корейски и английски език.

## Държавен деец
Избран е за народен депутат на РСФСР от Калмикия през 1990 г. и за член на Върховния Съвет на СССР през 1991 г. Учредява заедно с Евгений Додолев в-к „Нов поглед“ („Новый взгляд“) през 1992 г.
На 11 април 1993 г. е избран за първи президент на Република Калмикия, на която длъжност е преизбран през 1995 (предсрочно) и 2002 г. Руският президент Владимир Путин го назначава на 24 октомври 2005 г. за глава на Република Калмикия за срок от 5 години. На този пост е наследен от Алексей Орлов през 2010 г.
От декември 1993 г. е член на Съвета на федерацията на Федералното събрание на Русия и отново от 1996 г.

## Спортен деятел
Бивш президент на Световната шахматна федерация (ФИДЕ) в периода от 1995 – 2018 г., преизбиран е на поста няколко пъти последователно. Оттегля се от поста със скандал. Пропагандира шахматната игра в своята страна и в света. Организирал е множество шахматни турнири от местно до световно ниво.
През 2000 г. е обявен за почетен президент на вече разформирования футболен клуб „Уралан“ от гр. Елиста – столицата на Калмикия.